# Forcipomyia antipodum
Forcipomyia antipodum är en tvåvingeart som beskrevs av Hudson 1892. Forcipomyia antipodum ingår i släktet Forcipomyia och familjen svidknott. Inga underarter finns listade i Catalogue of Life.